# کوکوروکو

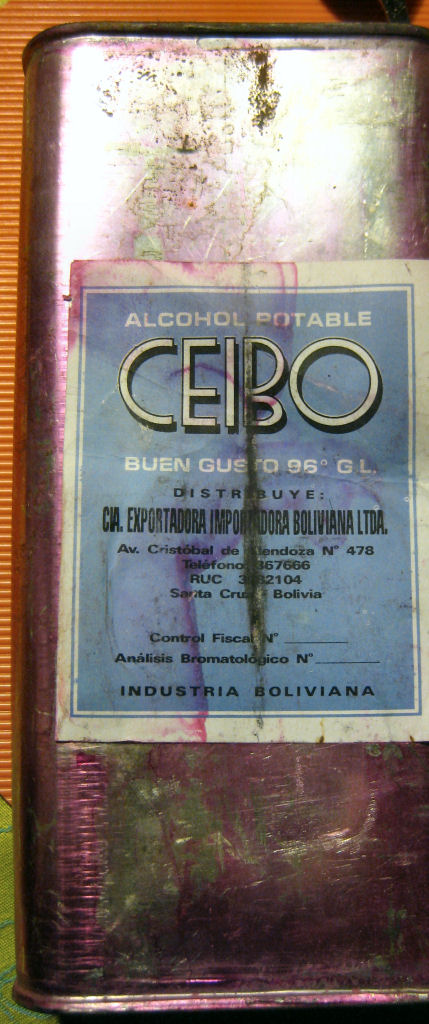
یک قوطی کوکوروکو مارک ceibo

کوکوروکو (به انگلیسی: Cocoroco) یک نوع نوشیدنی تقطیری، بولیویایی است که از تقطیر نیشکر به دست می‌آید. این نوشیدنی به خاطر درصد بالای الکل آن (٪۹۶) معروف است.
این نوشیدنی معمولاً تحت عنوان الکل آشامیدنی (potable alcohol) در قوطی‌های حلبی تولید و عرضه می‌شود.